# Würmer

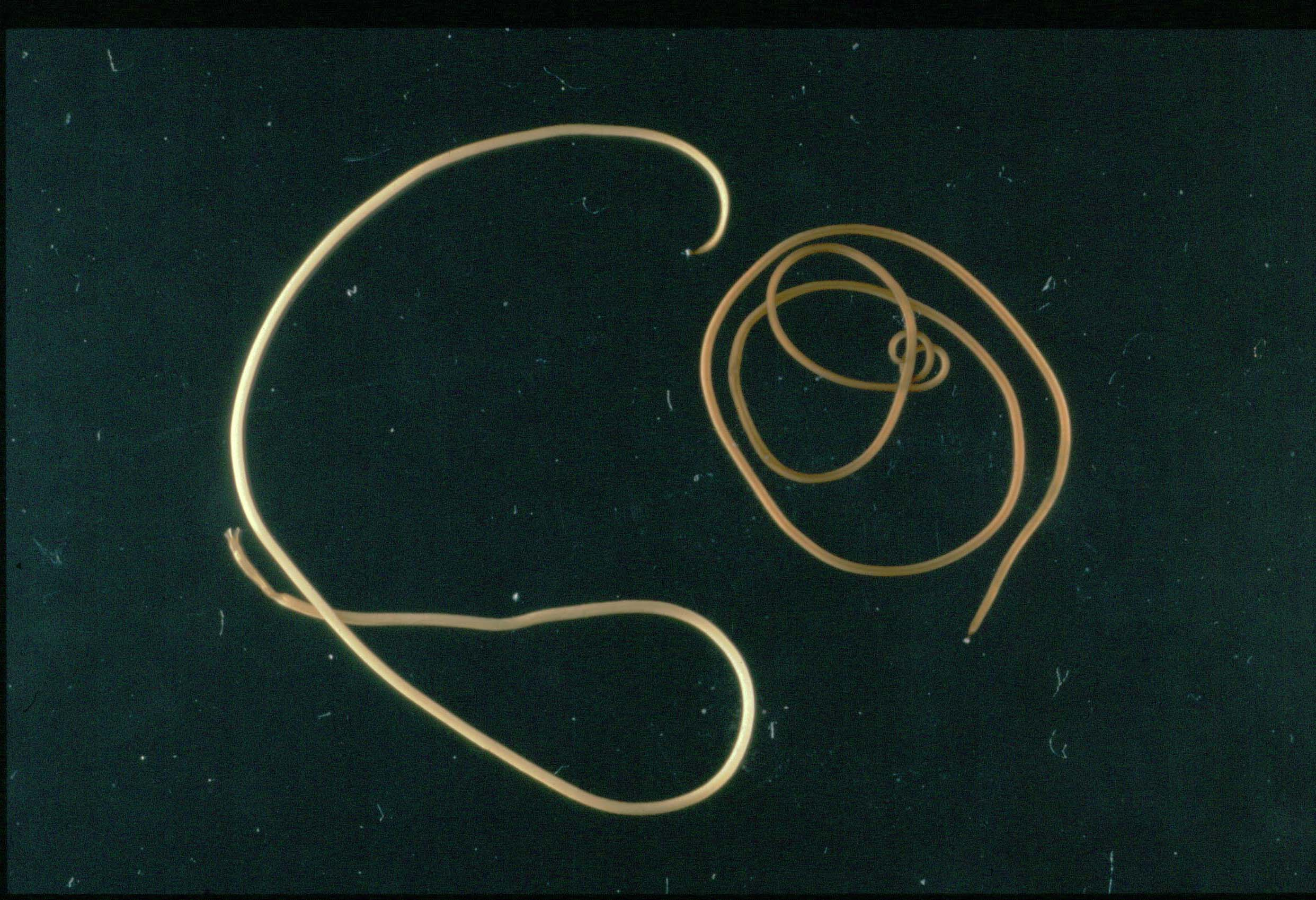
Pferdehaarwürmer (Paragordius tricuspidatus) aus Südfrankreich

Als Würmer (Einzahl Wurm) bezeichnet man eine ganze Reihe zum Teil nur sehr entfernt verwandter Gruppen (Taxa) wirbelloser Tiere. Sie zeichnen sich durch einen langgestreckten, schlauchförmigen Körperbau aus. Ursprünglich wurde von der Zoologie alle wurmförmigen Tiere aufgrund ihrer äußeren Merkmale in der Klasse der Würmer (Vermes) zusammengefasst (so zum Beispiel von Carl von Linné verwendet). Im Mittelalter wurde hingegen „alles Getier, das fußlos ist oder sich auf der Erde kriechend fortbewegt“ als Wurm bezeichnet. Weil die vielen verschiedenen wurmförmigen Tierarten nur entfernt miteinander verwandt sind und völlig verschiedene Anatomie und Morphologie besitzen, musste diese Idee aufgegeben werden. Auch die Gegenüberstellung von „Höheren Würmern“ (Annelida) und „Niederen Würmern“ (Aschelminthes und Plathelminthes) ist heute überholt. Trotzdem wird die Zusammenfassung „Würmer“ auch in manchen wissenschaftlichen Kontexten weiter verwendet, etwa in der Medizin bei Wurmerkrankungen oder in der Biologie bei der Beschreibung des Beutespektrums anderer Tiere.

## Merkmale
Als Wurm bezeichnet man ein Tier mit gestrecktem, drehrundem oder abgeflachtem Körperbau, der nach außen hin oft radiärsymmetrisch erscheint, auch wenn das Tier in Wirklichkeit bilateralsymmetrisch ist – alle Würmer gehören zu den Bilateria. Das Fehlen von Extremitäten wie Beinen oder Fühlern sowie eine daraus resultierende kriechende Fortbewegungsweise sind ebenfalls typisch. Den meisten Würmern fehlt zudem ein festes inneres oder äußeres Skelett (Exoskelett), oft werden die Tiere durch ein Hydroskelett, also ein System mit Flüssigkeit gefüllter Kammern im Körperinneren, gestützt.
Außerhalb der Fachsprache wird der Begriff Wurm auch bei einigen Insektenlarven verwendet, etwa für die Larve des Ölkäfers oder den Mehlwurm, der aber aufgrund mehrerer Merkmale, wie z. B. des Vorhandenseins von Beinen und Fühlern sowie eines Chitinpanzers, eindeutig als Insekt zu identifizieren ist und somit keinen Wurm im Fachsinne darstellt.
Im Mittelalter wurden oft noch vielerlei andere „kriechende Tiere“ als Würmer bezeichnet (siehe Lindwurm). So wurde beispielsweise auch die Spanische Fliege als Wurm bezeichnet. Krankheiten wurden zuweilen einem vermeintlichen „Wurm“ zugeordnet, so der „umlaufende Wurm“ bzw. „Fingerwurm“ beim Panaritium oder der „Zahnwurm“ bei Zahnschmerzen.

## Systematik
Der Begriff „Wurm“ wird in der Zoologie nur für wirbellose Tiere verwendet, auch wenn manche Wirbeltiere, wie etwa Schleichenlurche, Schlangenschleichen, Doppelschleichen und Blindschlangen, äußerlich an Würmer erinnern. Bis auf die Eichelwürmer zählen sie zu den Urmündern (Protostomia). Dass es nicht möglich ist, eine weitere generelle Einordnung für alle Wurmarten zu treffen, zeigt, was für eine heterogene Gruppe die Würmer darstellen. Es finden sich darin sowohl Lophotrochozoen als auch Häutungstiere (Ecdysozoa). Zu den verschiedenen Tierstämmen, in denen Würmer vorkommen, gehören:
- Fadenwürmer (Nematoda)
- Hufeisenwürmer (Phoronida)
- Igelwürmer (Echiura)
- Kelchwürmer (Entoprocta)
- Kiefermündchen (Gnathostomulida)
- Kiemenlochtiere (Hemichordata)
- Kratzwürmer (Acanthocephala)
- Pfeilwürmer (Chaetognatha)
- Plattwürmer (Plathelminthes)
- Priapswürmer (Priapulida)
- Ringelwürmer (Annelida)
- Saitenwürmer (Nematomorpha)
- Spritzwürmer (Sipunculida)
- Schnurwürmer (Nemertini)

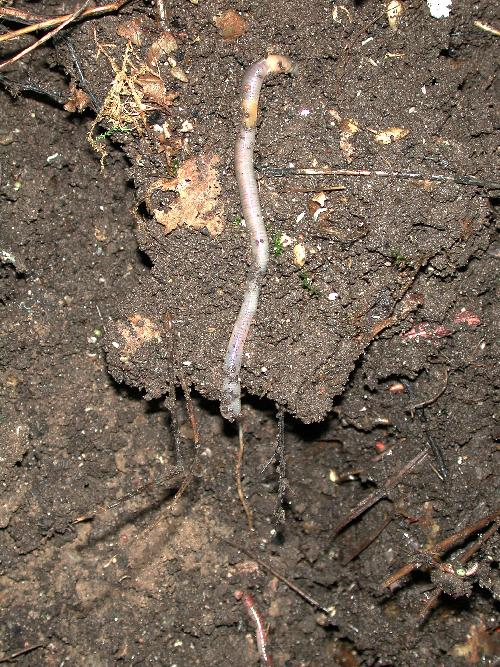
Regenwürmer sorgen für die Durchlüftung des Bodens

Die Regenwürmer gehören zu den Ringelwürmern.
Im Stamm der Gliederfüßer, zu denen auch Insekten, Spinnentiere und Krebstiere gehören, finden sich die Zungenwürmer (Pentastomida), die zu den Krebstieren (Crustacea) gehören, als wurmartige Vertreter.
Wissenschaftler, die sich mit einem oder mehreren der oben genannten Tierstämme befassen, werden auch heute noch Helminthologen (übersetzt etwa „Wurmkundler“) genannt.

## Bedeutung
Einige parasitäre Würmer, die als Eingeweidewürmer bezeichneten Bandwürmer, Fadenwürmer und Saugwürmer, können beim Menschen oder auch bei anderen Lebewesen Wurmerkrankungen hervorrufen, aber es gibt auch viele für den Menschen unschädliche Würmer bzw. auch solche, die nützlich sind (z. B. der Regenwurm, der die Qualität des Bodens, den er bewohnt, verbessert). Wegen des heterogenen Ursprungs der verschiedenen Würmer sind die Lebensräume und -weisen natürlich ebenso unterschiedlich. Würmer kommen nicht nur an Land vor (wie der oben erwähnte Regenwurm), sondern auch marin, wie beispielsweise die Bartwürmer, die selbst an den extremen Standorten der Tiefsee in großer Zahl überleben können. Würmer haben in Ökosystemen oft eine große Bedeutung als Destruenten (Abbau von organischer Substanz), sind aber auch selbst oft Nahrung für fleischfressende Tiere wie z. B. Vögel, kleine Säugetiere oder Fische.